# Mississippi Sandhill Crane National Wildlife Refuge
Das Mississippi Sandhill Crane National Wildlife Refuge ist ein Naturschutzgebiet im Süden des US-Bundesstaates Mississippi. Benannt ist es nach der an der Mündung des Mississippi bedrohten Art des Kanadakranichs (englisch: Sandhill Crane). 
Das unter Aufsicht des United States Fish and Wildlife Service stehende Refugium wurde 1975 eingerichtet. Es ist in vier Abschnitte eingeteilt und umfasst insgesamt 19.000 Acres, knapp 77 Quadratkilometer Feuchtsavanne mit vereinzeltem Kiefern-Bestand.